# Varnell
Varnell – miasto w Stanach Zjednoczonych, w stanie Georgia, w hrabstwie Whitfield.